# Sancha de Portugal (1264–1284)
Sancha de Portugal (2 de Fevereiro de 1264 - Sevilha, c. 1284) foi uma infanta portuguesa, filha do Rei D. Afonso III de Portugal e da sua segunda esposa, Beatriz de Castela.

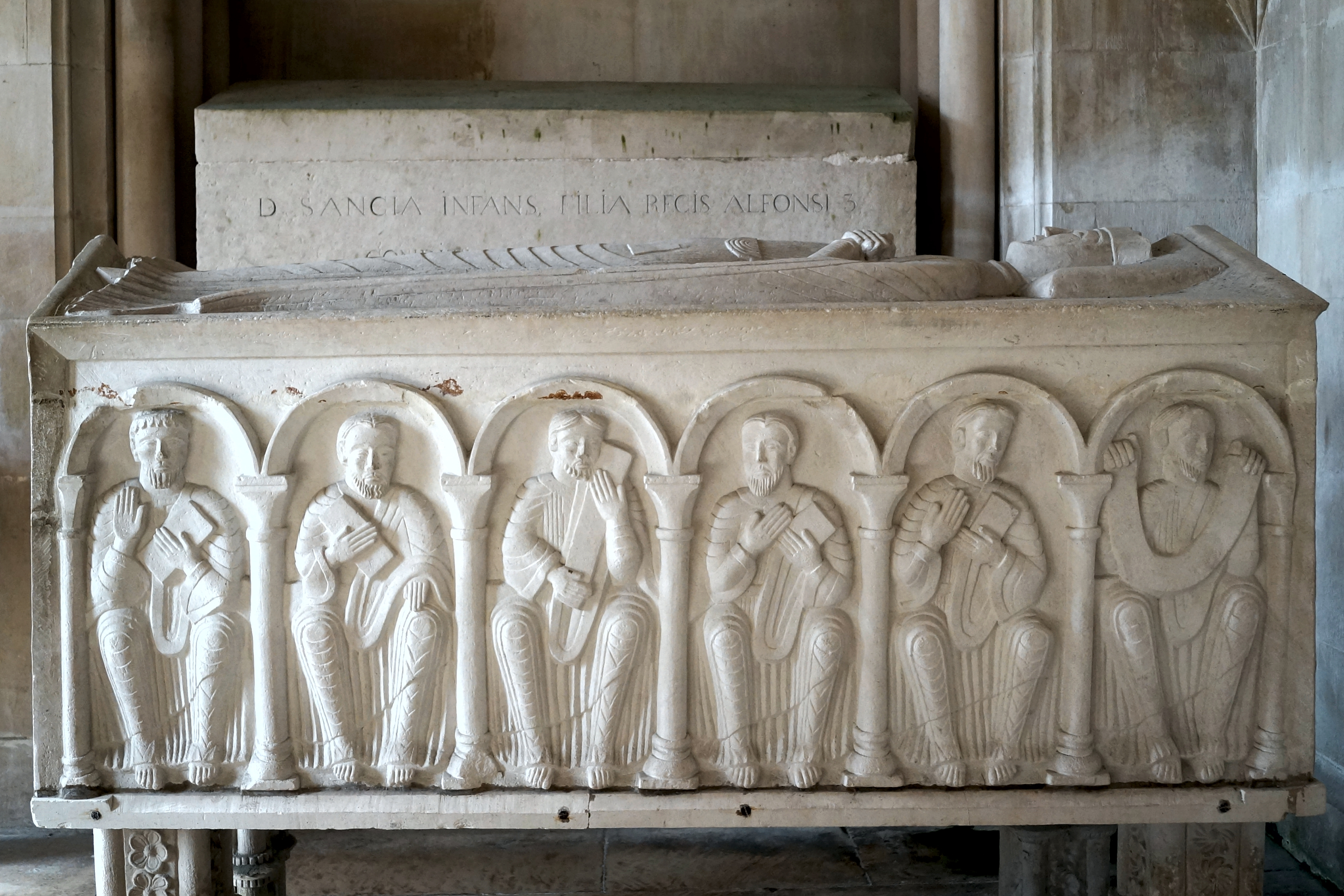
Túmulo de D. Sancha no Mosteiro de Alcobaça, com a inscrição: «D. SANCIA INFANS, FILIA REGIS ALFONSI 3». Na frente, o túmulo de sua mãe, D. Beatriz de Castela casada com D. Afonso III.

Pouco se sabe sobre a vida de Sancha. Ela viajou com sua mãe e irmã Branca para Sevilha, onde veio a falecer. Em 1302, os seus restos mortais foram transferidos para o Mosteiro de Alcobaça.